# Порт Сент Луси
Порт Сент Луси (енгл. Port St. Lucie) град је у америчкој савезној држави Флорида. По попису становништва из 2010. у њему је живело 164.603 становника.

## Демографија
Према попису становништва из 2000. у граду је живело 5.175 становника.
|                   | 2010.            | 2000.           |
| Укупно            | 164 603 (100,0%) | 88 769 (100,0%) |
| Белци             | 101 329 (61,56%) | 73 489 (82,79%) |
| Хиспаноамериканци | 30 250 (18,38%)  | 6 677 (7,522%)  |
| Афроамериканци    | 26 898 (16,34%)  | 6 295 (7,091%)  |
| Азијати           | 3 267 (1,985%)   | 1 101 (1,240%)  |
| Остали            | 2 859 (1,737%)   | 1 207 (1,360%)  |